# Confer
Confer (skrót cf.; dosł. „porównaj”) – wyraz łaciński oraz skrót używany głównie w pracach akademickich oznaczający wskazówkę, by porównać coś z jakimś innym elementem, lub sygnalizujący odwołanie się do innego materiału.
W literaturze naukowej skrót cf. jest używany w wielu językach narodowych, m.in. angielskim, francuskim, hiszpańskim. W języku angielskim zapisywany bywa także bez kropki (tj. jako cf).